# Phu Tho (provincie)
Phu Tho (vietnamsky Phú Thọ) je provincie na severu Vietnamu. Žije zde téměř 1.4 miliony obyvatel, hlavní město je Viet Tri. Ve městě Viet Tri se nachází mezinárodní letiště.

## Geografie
Provincie leží nastředu severní části země. Sousedí s provinciemi Yen Bai, Son La, Hoa Binh, Ha Tay, Vinh Phuo a Tuyen Quang.